# Ràdostni
Ràdostni (en rus: Радостный) és un poble (possiólok) del krai de l'Altai, a Rússia, que el 2013 tenia 223 habitants.